# Combinación perfecta
 (février 2018).
Si vous disposez d'ouvrages ou d'articles de référence ou si vous connaissez des sites web de qualité traitant du thème abordé ici, merci de compléter l'article en donnant les références utiles à sa vérifiabilité et en les liant à la section « Notes et références ».
Combinación perfecta est un album live enregistré à la suite de deux concerts, l'un au Miami Arena, le 22 octobre 1993, et l'autre au Madison Square Garden (New York) et sorti en CD (fin 1993) et en vidéo (début 1994).
L'évènement, qui réunit des artistes célèbres de la salsa, tels que Celia Cruz, Tito Puente, Tony Vega, chantant en duo des chansons inédites composées pour l'occasion, est organisé pour le 10e anniversaire de la maison de disques RMM Records.
Les chansons ont toutes été des succès, dans le monde de la salsa, bien que ce soit plus particulièrement le cas pour Vivir lo nuestro et No vale la pena.
Dans Operación Triunfo (saison 1), l'équivalent de Star Academy en France, Rosa Lopez, la finaliste, et David Bisbal, le second, font une reprise du titre Vivir lo nuestro.

## Liste des titres

### Disque
| 1.    | Introducción              |                                  | Paco Navarro                                | 1:33  |
| 2.    | RMM ritmo mundo musical   | Ramón Rodríguez                  | RMM All Stars                               | 7:10  |
| 3.    | Tú por aquí y yo por allá | Charlie Donato                   | Tony Vega et Tito Nieves                    | 5:45  |
| 4.    | Tributo a Héctor Lavoe    | Angel Santiago                   | Domingo Quiñones et Van Lester              | 6:59  |
| 5.    | No vale la pena           | Alejandro Jaén                   | Johnny Rivera et Ray Sepúlveda              | 5:56  |
| 6.    | Llegó el sabor            | Domingo Quiñones                 | Oscar D'León et José Alberto "El Canario"   | 6:02  |
| 7.    | Recordando a Louie        | Cheo Feliciano                   | Cheo Feliciano et Ray de la Paz             | 7:02  |
| 8.    | Soneros de bailadores     |                                  | Cheo Feliciano et Pete "El Conde" Rodríguez | 8:17  |
| 9.    | Vivir lo nuestro          | Rudy Pérez et Normandía González | Marc Anthony et La India                    | 6:10  |
| 10.   | El son de Celia y Oscar   | Luis Mario Peral                 | Celia Cruz et Oscar D'León                  | 6:57  |
| 11.   | RMM ritmo mundo musical   |                                  | RMM All Stars                               | 11:22 |
| 73:13 |                           |                                  |                                             |       |

### Vidéo
| No | Titre | Interprète(s)                               | Durée |
| -- | --- | ------------------------------------------- | ----- |
| 1. | No vale la pena (Enamorarse)                                                                                                 | Johnny Rivera et Ray Sepúlveda              | 5:52  |
| 2. | Tributo a Héctor Lavoe | Domingo Quiñones et Van Lester              | 6:56  |
| 3. | Vivir lo nuestro | Marc Anthony et La India                    | 6:06  |
| 4. | Tú por aquí y yo por allá | Tony Vega et Tito Nieves                    | 5:41  |
| 5. | Recordando a Louie (solos de Tito Puente au vibraphone et Luis "Perico" Ortiz" à la trompette)                               | Cheo Feliciano et Ray de la Paz             | 6:57  |
| 6. | Soneros de bailadores (solos de Tito Puente au timbales, Luis "Perico" Ortiz" à la trompette et Giovanni Hidalgo aux congas) | Cheo Feliciano et Pete "El Conde" Rodríguez | 8:14  |
| 7. | Llegó el sabor | Oscar D'León et José Alberto "El Canario"   | 6:00  |
| 8. | El son de Celia y Oscar | Celia Cruz et Oscar D'León                  | 6:54  |
| 9. | RMM Ritmo Mundo Musical |                                             |       |

## Crédits
| - Sergio George : piano, chant, chœurs - Luis "Perico" Ortíz, Humberto Ramírez, Piro Rodriguez, Angel Fernandez, Ite Jerez, Bomberito Zarzuela : trompette - William Cepeda, Luis Lopez, Victor Vazquez, Lewis Kahn, Luis Bonilla : trombone - Marc Quiñones : congas, timbales - Luis Quintero : bongos, timbales, congas - Bobby Allende : bongos, congas - Papo Pepin : güira, güiro - Johnny Torres : basse - Rubén Rodríguez : basse électrique - Joe King, Luchito Cabarcas : chant, chœurs | - Production, direction musical, arrangements, Mastering : Sergio George - Producteur délégué, concept : Ralph Mercado - Réalisation (vidéo) : Art Izquierdo - Arrangements (additionnels) : Jose Febles, Luis "Perico" Ortíz, Humberto Ramírez - Ingénierie, mixage : Jon Fausty - Ingénierie : Kurt Upper, Asier Leatxe - Mastering (additionnel) : Ray Janus - Direction artistique : Elena C. Martínez - Photographie : Rafi Claudio, Mary Kent, Frank Benzant, Felix Lam, Omer Pardillo, Jr. - Design de la pochette : Noelia Rodríguez, Debbie Mercado |